# Jeroni Velasco i Corzo
Jeroni Velasco i Corzo (Sabadell, 26 de novembre de 1971) és instrumentista de clarinet, saxo, tible i compositor de sardanes i música per a banda.
Clarinet solista, saxo, flauta travessera, llaüd, flauta de bec, zambomba i percussió en diverses orquestres com la Banda de Música de Sabadell, que també dirigí, l'orquestra simfònica Sant Cugat o la cobla Contemporània. És professor de clarinet i saxo, i en 2015 era director a les bandes de música de Badia del Vallès, Matadepera i Arenys de Mar.
Ha gravat més de 10.000 CD's amb diverses formacions i diferents cobles han gravat sardanes seves (Contemporània, Ciutat de Girona, Ciutat de Terrassa, Sant Jordi, Mediterrània, etc.). També és autor de més d'una trentena d'arranjaments de diferents estils musicals per a cobla, banda de música, petits conjunts instrumentals i orquestres de ball. La seva sardana Vilassar de Dalt 2005 va ser finalista del concurs de la Sardana de l'Any 2005. La seva sardana Ja en tenim 10 va ser finalista del concurs de la Sardana de l'Any 2008. La seva sardana Xiulets i Melodies va ser finalista del concurs de la Sardana de l'Any 2011. La seva sardana Matadepera 1013 va ser finalista de la Sardana de l'Any 2013.
En 2017 va guanyar rellevància per la seva versió per a cobla de Despacito, i amb la Cobla Contemporània de Sabadell fa versions de cançons com Despechá, també inclou Te felicito de Shakira i Ay, mamá de Rigoberta Bandini.

## Algunes sardanes
- Sardanes al circ (2006)[5]
- Vilassar de Dalt 2005, guanyadora del concurs Sardanes a la Plaça de Vilassar i finalista a la 17a edició de La Sardana de l'Any (2005)[2]
- Fent Amics (2004) finalista del concurs Sardanes a la Plaça de Vilassar de Dalt[6]
- Mans Unides (2009)[7]
- Uh, oh, no tinc por (2012)[8]
- Matadepera 1013 (2013) finalista a la 25a edició de La Sardana de l'any[3]